# Catasetum charlesworthii
Catasetum charlesworthii là một loài thực vật có hoa trong họ Lan. Loài này được (Mansf.) Jenny mô tả khoa học đầu tiên năm 1998.